# Vuelo 028 de LAC-Colombia
El Vuelo 028 de LAC-Colombia, más conocido como el Accidente aéreo de LAC (Líneas Aéreas del Caribe) en Paraguay, fue un vuelo que partió desde el Aeropuerto Internacional Silvio Pettirossi de Luque, Paraguay, y que tenía destino el Aeropuerto Internacional de Campinas de Campinas, Brasil. Es la peor tragedia aérea de la historia de Paraguay.
El 4 de febrero de 1996 a las 14:12 hora local, el avión, un DC-8 de 29 años y 4 meses de carga de la extinta aerolínea colombiana Líneas Aéreas del Caribe (LAC), se estrelló en un barrio del distrito de Mariano Roque Alonso —a unos 10 km al norte de la capital de Paraguay Asunción— pocos minutos después de despegar, matando en total a 22 personas: los 4 tripulantes del avión, más 18 personas en tierra, en su mayoría niños que se encontraban jugando en una cancha de fútbol. También hubo varios heridos y pérdidas materiales, debido a que el accidente terminó afectando a varias casas a su alrededor.

## Investigación
Tras analizar las cintas de las dos cajas negras (voice recorder y flight recorder) que graban las conversaciones de la tripulación y los movimientos hechos a los instrumentos en los últimos minutos de vuelo, los investigadores y las autoridades aeronáuticas de Colombia, Paraguay y los Estados Unidos concluyeron que el accidente se debió a factores humanos plenamente comprobados.
Técnicamente, el error principal consistió en que el piloto efectuó un procedimiento prohibido al darle el mando del avión al copiloto, quien era un novato, poniéndole obstáculos a la operación en pleno vuelo. Desde que comenzó el carreteo por la pista del aeropuerto, el piloto y el ingeniero utilizaron expresiones que denotaban un exceso de confianza sobre las condiciones en que se iba a enfrentar el vuelo.

## Cronología
Había buen tiempo, la visibilidad era óptima, el aparato estaba en inmejorables condiciones técnicas, la cantidad de combustible era la adecuada y, como si fuera poco, no llevaban carga, pues la iban a recoger en São Paulo para luego transportara a Barranquilla. Además, la tripulación estaba descansada pues habían dormido 12 horas. La nave despegó alrededor de las 14:30 horas del Aeropuerto de Luque con rumbo a Campinas, Brasil.
A los pocos minutos de despegar, el piloto le da el mando a su copiloto, quien era un novato, y comienza a probarlo: le apagan una de las turbinas de la izquierda. Esto provoca una inclinación del aparato. Luego le apagan a otra turbina, estando a 500 pies de altura, y se escucha al novato pedirles a los pilotos más experimentados que ya no bromearan de "esa manera", pues el copiloto tomó el timón e intentaba tomar altura con dos turbinas apagadas en pleno ascenso.
Posteriormente, se oyen dos explosiones de carburación que indican que el aparato estaba tan forzado a elevarse que no le entraba aire a las demás turbinas y estas no pueden funcionar a toda potencia, como se requería en ese momento. Cuando intentaron reactivar las turbinas apagadas, éstas ya no reaccionaron a tiempo, puesto que la máquina aún no había ganado mucha altura.
El avión terminó cayendo a 1.500 metros de la cabecera de la pista, justo en un espacio en el cual las aeronaves inician el viraje para tomar su rumbo definitivo, en el barrio Monseñor Bogarín de Mariano Roque Alonso, a pocos minutos del aeropuerto donde había despegado. Los cuatro tripulantes colombianos que iban en el vuelo perdieron la vida, así como en tierra murieron otras 18 personas, de las cuales 13 eran niños que jugaban a la pelota en una cancha, en lo que hoy día es el callejón Sargento Vera casi calle Capitán Aveiro, al noroeste de la cabecera de la pista del Silvio Pettirossi. Se convirtió en la peor tragedia aérea del Paraguay, y fue el principio del fin para la aerolínea carguera colombiana Líneas Aéreas del Caribe, puesto que ya no pudieron recuperarse luego del grave accidente.

## Galería

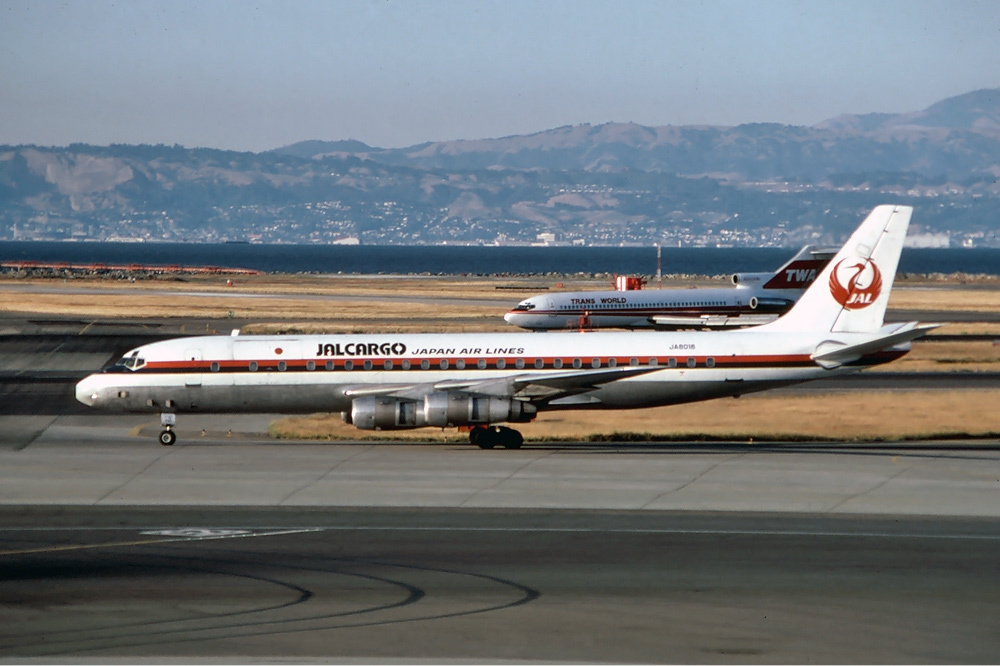
El avión involucrado en el accidente en junio de 1980 mientras operaba para Japan Airlines y 5 meses antes de que fuera arrendado a Aeronaves del Perú. Al fondo se ve un Boeing 727 operado por Trans World Airlines.
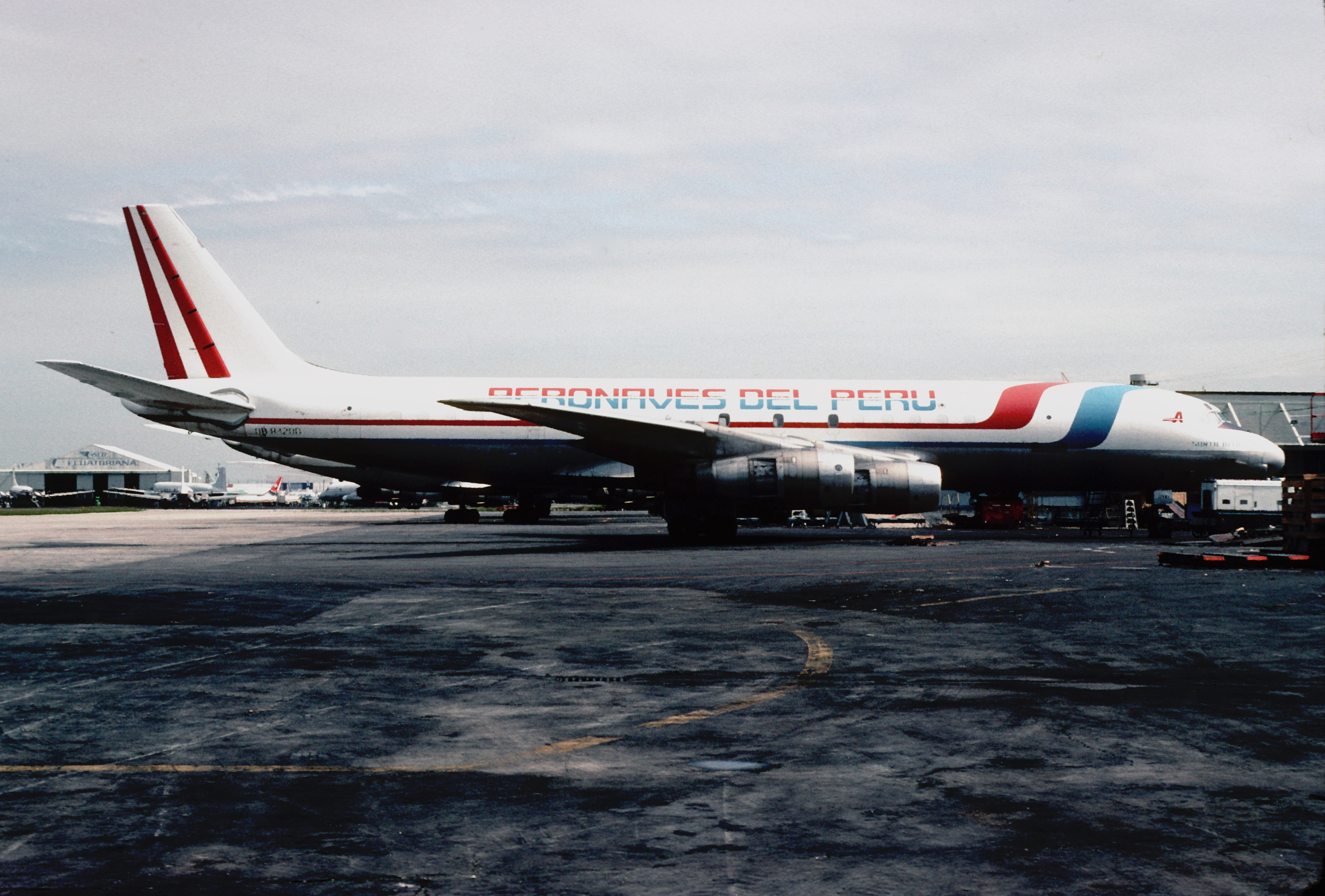
El avión accidentado en noviembre de 1982, fotografiado mientras era operado por Aeronaves del Peru.